# Culicoides hirsutus
Culicoides hirsutus är en tvåvingeart som först beskrevs av Khamala och Kettle 1971.  Culicoides hirsutus ingår i släktet Culicoides och familjen svidknott.
Artens utbredningsområde är Uganda. Inga underarter finns listade i Catalogue of Life.